# Mary May Robertson
Mary May Robertson (Johannesburg, 7 giugno 1948) è una psichiatra sudafricana naturalizzata britannica, professoressa emerita di neuropsichiatria all'University College London. È nota per i suoi studi sulla sindrome di Tourette.

## Biografia
Nata e cresciuta a Johannesburg, ha conseguito la laurea in medicina all'Università di Città del Capo (UCT) nel 1971. Nel 1978 si è trasferita a Londra, dove si è specializzata in psichiatria nel 1979. 
Dopo aver proseguito con gli studi al National Hospital for Neurology and Neurosurgery, nel 1989 è stata tra le fondatrici della British Neuropsychological Society. Due volte consigliera dell'Organizzazione mondiale della sanità, nel 1991 è stata eletta fellow del Royal College of Psychiatrists e nel 1998, dopo undici anni come senior lecturer, è stata nominata professoressa di neuropsichiatria dell'University College London, dove ha continuato a insegnare fino al pensionamento anticipato nel 2002; successivamente è stata professoressa emerita di neuropsichiatria al medesimo ateneo. Nel 2006 ha conseguito un dottorato in medicina all'UCT, diventando la prima donna a ottenere questo titolo di studio all'Università di Città del Capo.
Autrice di numerosi articoli accademici, ha realizzato diversi studi sul legame tra epilessia e depressione, ma è nota soprattutto per i suoi studi pionieristici sulla sindrome di Tourette, specialmente nell'infanzia e nell'età dello sviluppo. Nel 2008 è stata nominata presidente onoraria a vita dell'European Society for the Study of Tourette Syndrome, da lei co-fondata in Danimarca nel 2000. La data del "Tourette Awareness Day" è il 7 giugno, in onore del suo compleanno.

## Opere (parziale)
- (EN) Tourette Syndrome, Oxford University Press, 1998, ISBN 9780198523987.
- (EN) Psychiatry at a Glance, Wiley-Blackwell, 1998, ISBN 978-1119129677.
- (EN) Why Do You Do That?, Jessica Kingsley Publishers, 2006, ISBN 9781846424915.
- (EN) Tourette Syndrome: A Practical Guide for Teachers, Parents and Carers, Taylor & Francis, 2013, ISBN 9781135073343.
- (EN) The Marriage between Perfume and the Lyric Stage, Cambridge Scholars Publishing, 2023, ISBN 9781527531284.